# HD 10939
HD 10939，又名CP-54 377，SAO 232520、HR 520，是一颗恒星，视星等为5.04，位于銀經285.68，銀緯-61.74，其B1900.0坐标为赤經1h 42m 17.5s，赤緯-54° -61.74′ 26″。